# Overvloedig getal
Een overvloedig getal is een positief geheel getal waarvan de som van zijn echte delers (dus inclusief {\displaystyle 1}, maar exclusief het getal zelf) groter is dan dat getal.
Is {\displaystyle n} het overvloedige getal en is de som van de echte delers daarvan {\displaystyle s(n)}, dan is {\displaystyle s(n)-n} de overvloed van {\displaystyle n}.
Overvloedige getallen zijn geïntroduceerd door Nicomachus van Gerasa in zijn Introductio Arithmeticae (rond het jaar 100).
De eerste twaalf overvloedige getallen zijn:
{\displaystyle 12,18,20,24,30,36,40,42,48,54,56,60}
Het eerste oneven overvloedige getal is {\displaystyle 945={{3}^{3}}\cdot 5\cdot 7} (het is het 232e overvloedige getal).
Een alternatieve definitie is als volgt te geven. Met {\displaystyle \sigma (n)} wordt aangeduid de som van alle positieve delers van {\displaystyle n} (inclusief {\displaystyle 1} en {\displaystyle n}). Een getal is in dit geval overvloedig als {\displaystyle \sigma (n)>2n}; de waarde van {\displaystyle \sigma (n)-2n} is nu de overvloed van {\displaystyle n}.

## Enkele eigenschappen
- Er zijn oneindig veel overvloedige getallen.
- Ieder veelvoud van een perfect getal en ieder veelvoud van een overvloedig getal is overvloedig.
- Elk geheel getal groter dan {\displaystyle 20161} kan geschreven worden als de som van twee overvloedige getallen.
- De asymptotische dichtheid (ook wel natuurlijke dichtheid genoemd) van overvloedige getallen ligt tussen 0,2474 en 0,2480 (Marc Deléglise, 1997).[2][3]

Een overvloedig getal dat geen semiperfect getal is, is een vreemd getal.